# Hylaeus valinis
Hylaeus valinis är en biart som beskrevs av Dathe 1986. Hylaeus valinis ingår i släktet citronbin, och familjen korttungebin. Inga underarter finns listade i Catalogue of Life.